# Cuaespinós de Spix
El cuaespinós de Spix (Synallaxis spixi) és una espècie d'ocell de la família dels furnàrids (Furnariidae).

## Hàbitat i distribució
Habita matolls de les terres baixes fins als 2000 m al sud-est del Brasil, Uruguai, Paraguai i nord-est de l'Argentina.